# Ozorek dębowy

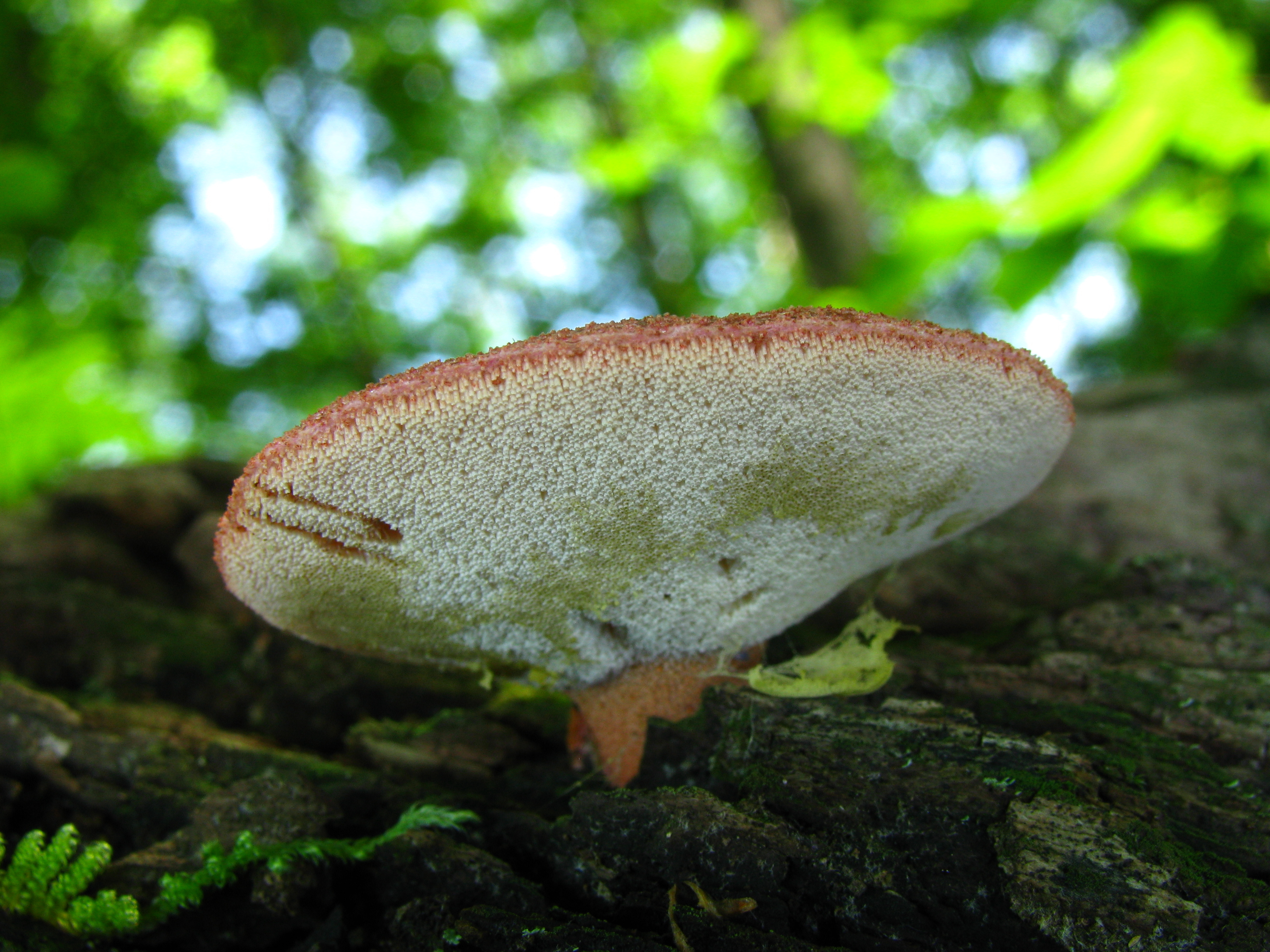

Ozorek dębowy (Fistulina hepatica (Schaeff.) With.) – gatunek grzybów z rzędu pieczarkowców (Agaricales).

## Systematyka i nazewnictwo
Pozycja w klasyfikacji według Index Fungorum: Fistulina, Incertae sedis, Agaricales, Agaricomycetidae, Agaricomycetes, Agaricomycotina, Basidiomycota, Fungi.
Po raz pierwszy takson ten opisał w 1774 r. Jacob Christian Schäffer, nadając mu nazwę Boletus hepaticus. Obecną, uznaną przez Index Fungorum nazwę nadał mu w 1792 r. William Withering, przenosząc go do rodzaju Fistulina. Posiada 17 synonimów naukowych.
Nazwę polską podał Stanisław Domański w 1967 r. W polskim piśmiennictwie mykologicznym gatunek ten opisywany był też jako ozorek wątrobowy, grzyb wątrobowy, ozorek pospolity, cewiak wątrobowy.

## Morfologia
Kapelusz
Jednoroczny, 10–20 cm szerokości, 2–6 cm grubości. Początkowo guzkowaty, potem poduszkowaty, w końcu łopatkowaty, półkolisty, nerkowaty. Górna powierzchnia nieznacznie promienista, pręgowana i brodawkowata, za młodu barwy różowej, pomarańczowoczerwonej, później krwistoczerwona do purpurowobrunatnej. Młode kapelusze wydzielając obfity krwisty sok do złudzenia przypominają zwierzęcą wątrobę.
Miąższ
2–6 cm gruby, za młodu miękki, mięsisty, pełen krwistego soku, cielistoczerwony z marmurkowymi żyłkami, o przyjemnym zapachu i kwaskowatym smaku.
Rurki
10–15 cm długie, zbite i gęste, białawe, żółtawe, później rdzawobrązowe. Pory drobne, kuliste, 0,2–0,3 mm średnicy.
Trzon
Boczny, krótki, 2–4 cm długości, słabo zauważalny.
Wysyp zarodników
Biały. Zarodniki jajowate, gładkie, bezbarwne, o rozmiarach 4–6 × 3–4 μm.

## Występowanie i siedlisko
Występuje w Australii, Ameryce Północnej, Środkowej i Południowej, Azji i Europie. W piśmiennictwie naukowym na terenie Polski do 2020 r. podano około 250 stanowisk. Bardziej aktualne stanowiska podaje internetowy atlas grzybów. Gatunek znajduje się na Czerwonej liście roślin i grzybów Polski. Ma status R – potencjalnie zagrożony z powodu ograniczonego zasięgu geograficznego i małych obszarów siedliskowych. Znajduje się na listach gatunków zagrożonych także w Norwegii, Finlandii, Szwecji, Litwie. W Polsce w latach 1995–2004 podlegał ochronie częściowej, w latach 2004–2014 – ochronie ścisłej, a od roku 2014 ponownie ochroną częściowej.
Nadrzewny pasożyt i saprotrof. Rośnie pojedynczo lub w skupieniach po kilka zrośniętych owocników na korzeniach, pniach, pniakach i wywrotach dębów, a także na dębowym drewnie użytkowym. Powoduje brunatną zgniliznę drewna. Proces rozkładu postępuje powoli, może trwać nawet kilkadziesiąt lat. Początkowo drewno dębu nabiera czerwony odcień, co podnosi jego wartość w meblarstwie.
Owocniki grzyba są jadalne.